# Aulopareia unicolor
Aulopareia unicolor es una especie de peces de la familia de los Gobiidae en el orden de los Perciformes.

## Morfología
Los machos pueden llegar a alcanzar los 8,8 cm de longitud total.

## Hábitat
Es un pez de clima tropical y demersal. 

## Distribución geográfica
Se encuentra en la China, Tailandia e Islas de la Sonda. 

## Observaciones
Es inofensivo para los humanos. 